# Union City (BART)
Union City is een metrostation in de Amerikaanse plaats Union City (Californië). Het station werd geopend op 11 september 1972 als onderdeel van de Richmond-Fremont Line van BART. Sinds september 1974 is er een rechtstreeks verbinding met het centrum van San Francisco in de vorm van de Fremont-Daly City Line. De wanden van de verdeelhal zijn opgesierd met mozaïeken van Jean Varda. In 2014 werd het station grondig verbouwd waarbij de trappenhuizen werden vergroot en voorbereidingen getroffen zijn voor een ingang aan de oostkant van de spoorlijn. Ten noorden van het station lopen de metrosporen over een viaduct naar de oostzijde van de goederenlijn. Nog iets noordelijker ligt opstelterrein Hayward van BART met een werkplaats. 

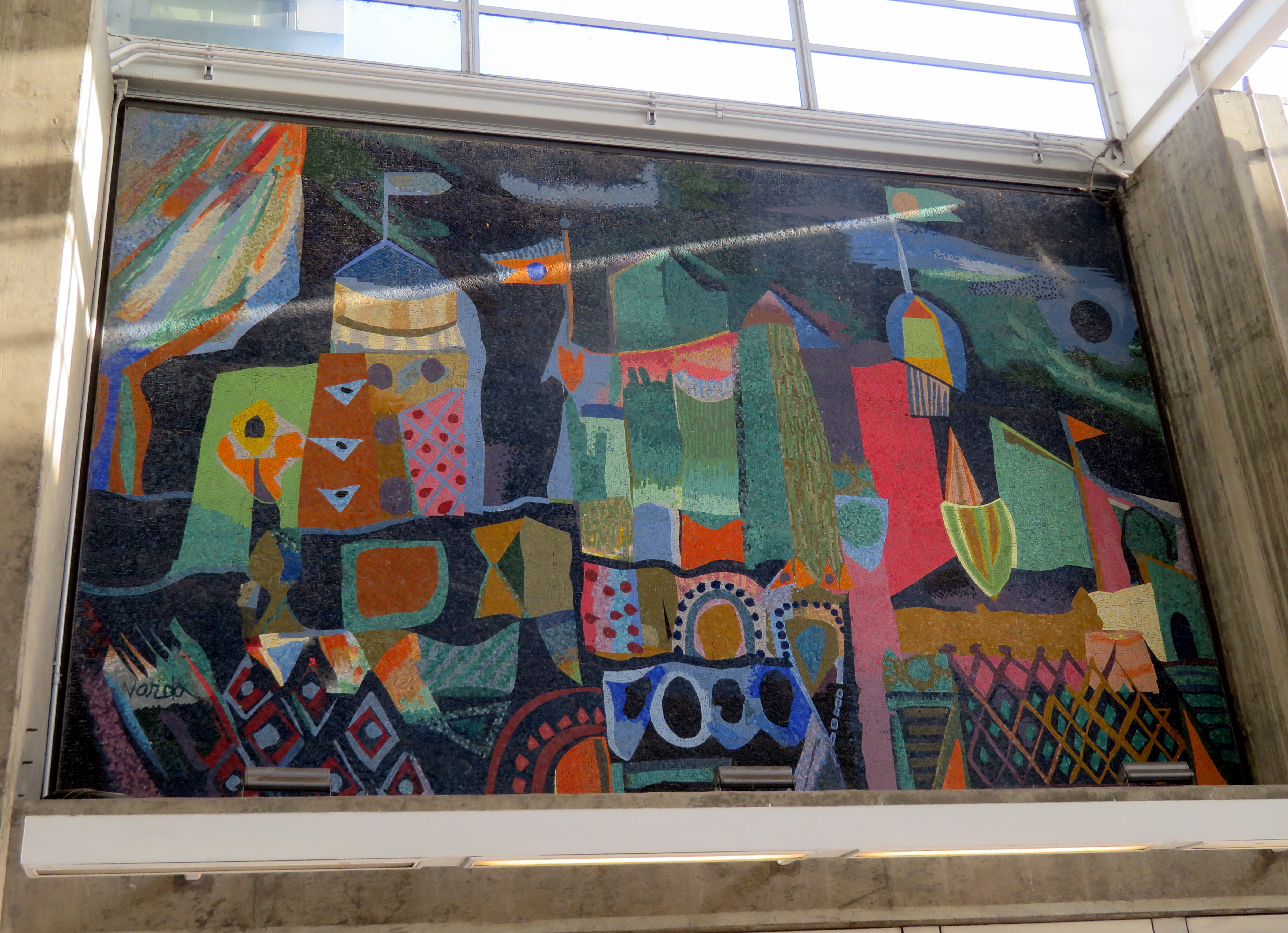
Het mozaïek op de zuidelijke wand
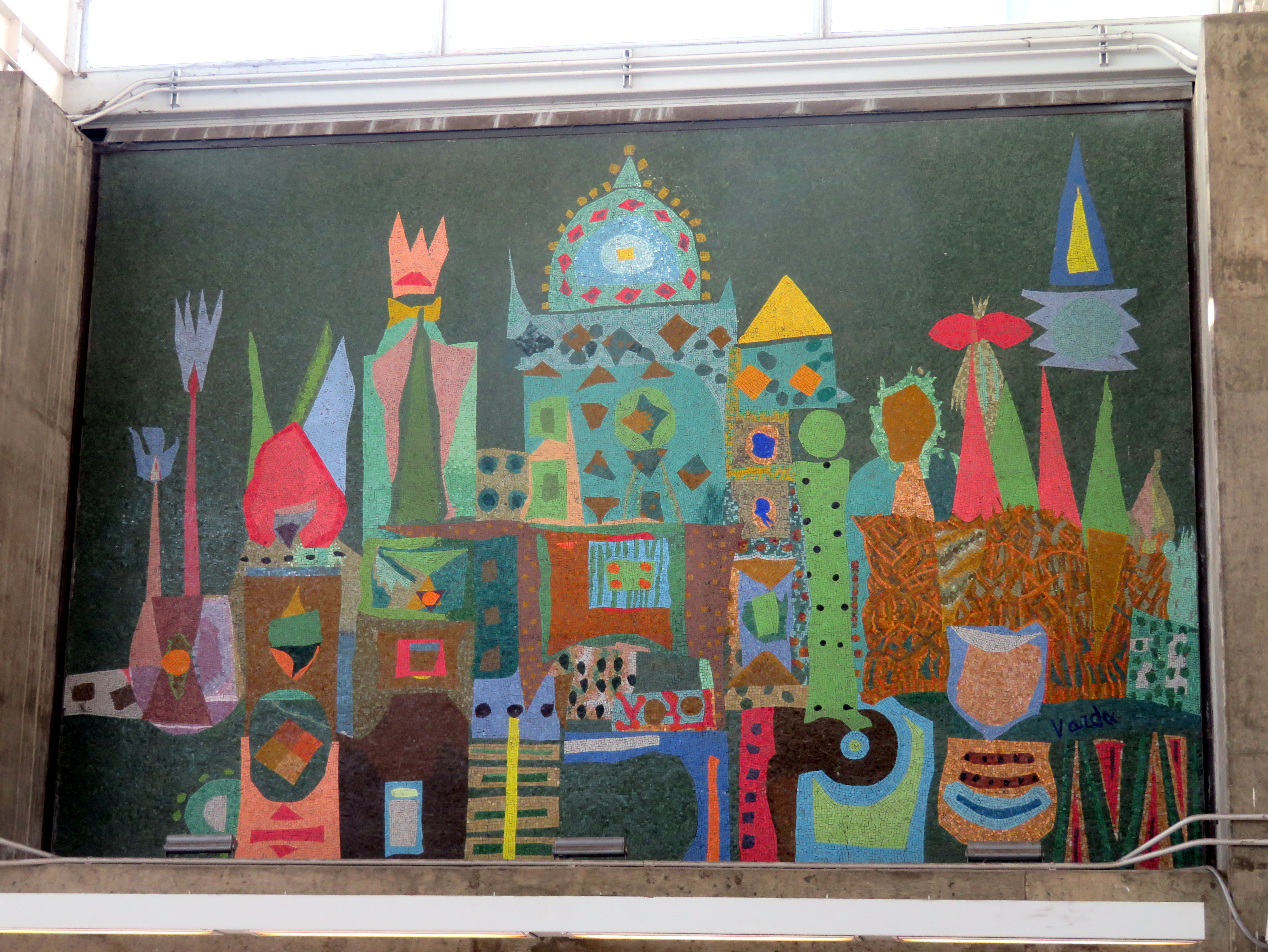
Het mozaïek op de noordelijke wand
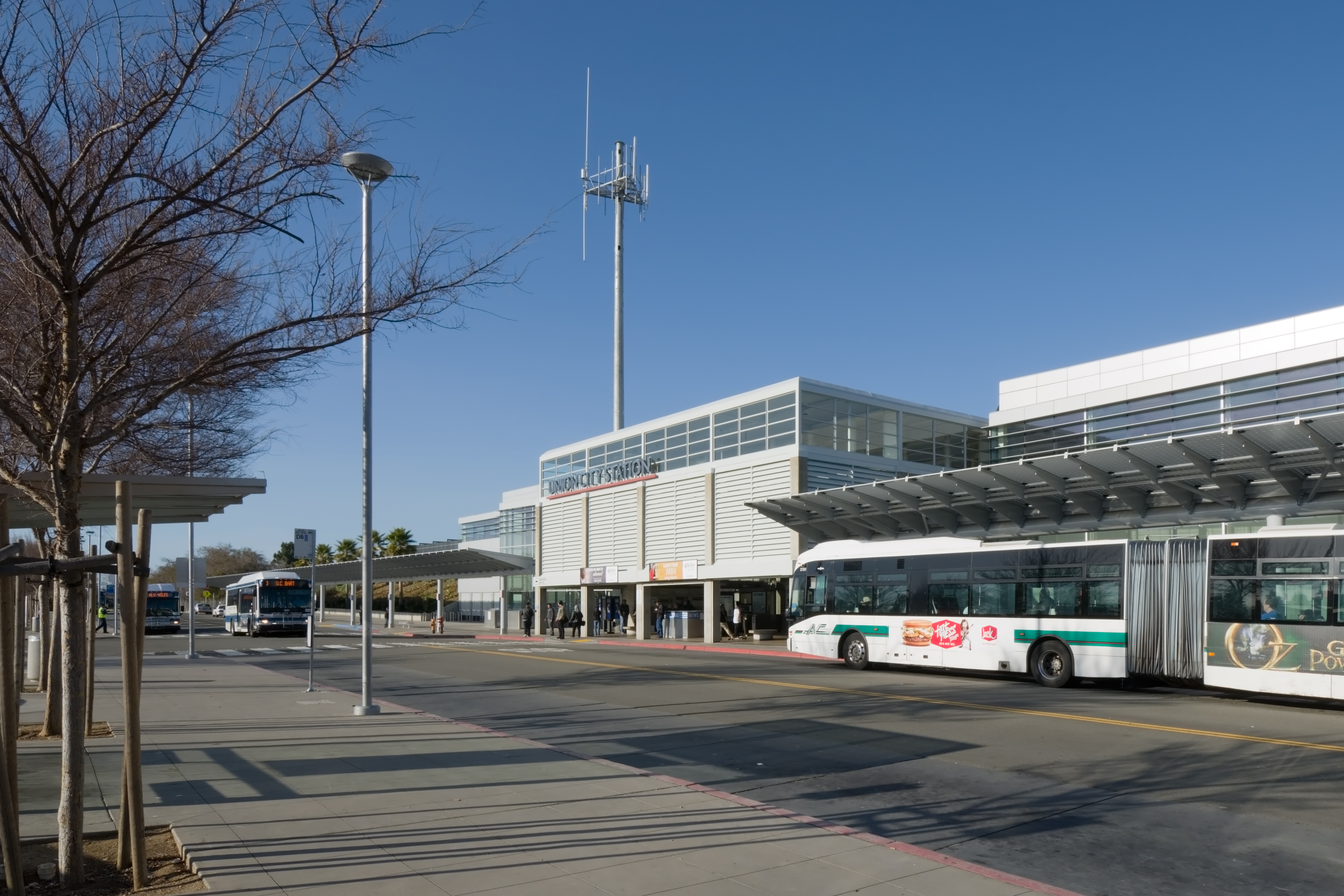
Het station na de verbouwing van 2014